# Stiepan Wasiljew
Stiepan Wasiljewicz Wasiljew (ros. Степа́н Васи́льевич Васи́льев, ur. 28 grudnia 1896 w ułusie marchinskim w obwodzie jakuckim, zm. 25 października 1943 w łagrze peczorskim w Komijskiej ASRR) – jakucki rewolucjonista, radziecki działacz partyjny.

## Życiorys
Od 1915 kształcił się w Jakuckim Seminarium Nauczycielskim, 1917 wstąpił do SDPRR(b), w grudniu 1918 aresztowany, w grudniu 1919 zwolniony, od grudnia 1919 do czerwca 1920 prowadził działalność podziemną w rejonie Bajkału. Od czerwca 1920 do lutego 1921 przewodniczący biura jakuckiego gubernialnego komitetu Komsomołu, od lutego do sierpnia 1921 kierownik Wydziału Propagandy i Agitacji Jakuckiego Gubernialnego Komitetu RKP(b), od września 1921 do sierpnia 1925 studiował na Komunistycznym Uniwersytecie im. Swierdłowa, od września 1925 do kwietnia 1926 ludowy komisarz inspekcji robotniczo-chłopskiej Jakuckiej ASRR. Od kwietnia 1926 do września 1927 pracował w Ałdanie, w truście "Sojuzzołoto", od września 1927 do marca 1928 był p.o. przewodniczącego Rady Komisarzy Ludowych Jakuckiej ASRR, od 19 grudnia 1927 do 26 stycznia 1934 członek Centralnej Komisji Kontrolnej WKP(b), od września 1928 do lipca 1930 członek Kolegium Partyjnego tej komisji. Od lipca 1930 do kwietnia 1931 kierownik Grupy Metali Kolorowych Ludowego Komisariatu Inspekcji Robotniczo-Chłopskiej ZSRR, od 12 kwietnia 1931 do 1934 przewodniczący KC Związku Robotników Wydobywających i Obrabiających Metale Kolorowe i Złoto ZSRR, od 10 lutego 1934 do marca 1939 członek Komisji Kontroli Partyjnej przy KC WKP(b) i kierownik Grupy Przemysłu Ciężkiego tej komisji, od maja do listopada 1939 dyrektor zakładu remontu samochodów w Moskwie.
6 listopada 1939 skazany, następnie skazany na pobyt w łagrze, gdzie zmarł.